# Liste der Naturdenkmale in Büchel (Eifel)
Die Liste der Naturdenkmale in Büchel nennt die im Gemeindegebiet von Büchel ausgewiesenen Naturdenkmale (Stand 25. März 2024).

## Naturdenkmale
| Nr.         | Bezeichnung | Lage                                 | Beschreibung                                        | Bild                          |
| ----------- | ----------- | ------------------------------------ | --------------------------------------------------- | ----------------------------- |
| ND-7135-399 | Die Rausch  | nördlich des Ortes im Martental Lage | Wasserfall des Endertbaches; teilweise zu Leienkaul | mehr Fotos \| Fotos hochladen |